# Listă de cântărețe heavy metal
Aceasta este o listă a cântărețelor de heavy metal. Pentru cântărețe de alte genuri ale rockului, vezi Lista cântărețelor de rock.

## A
- Lee Aaron
- Nina C. Alice (Skew Siskin)

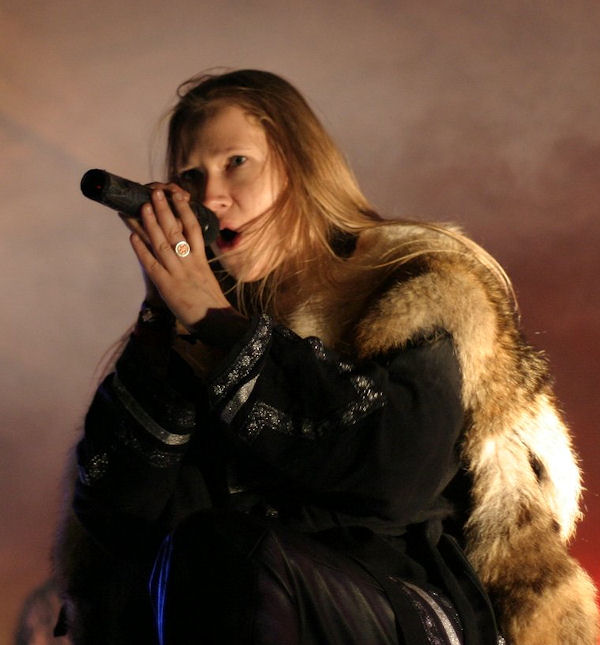
Maria "Masha Scream" Arkhipova

- Layla Brooklyn Allman (Picture Me Broken)
- Kim Anderson (Flee the Seen)
- Ingeborg Anna (Adorned Brood)
- Sarah Anthony (The Letter Black)
- Anza (Head Phones President)
- Rachel Aspe (Eths)
- Maria "Masha Scream" Arkhipova (Arkona)
- Martina Astner (Dreams of Sanity, Korovakill, Therion, Alas)
- Anita Auglend (The Sins of Thy Beloved)
- Zuberoa Aznárez (Diabulus in Musica)

## B

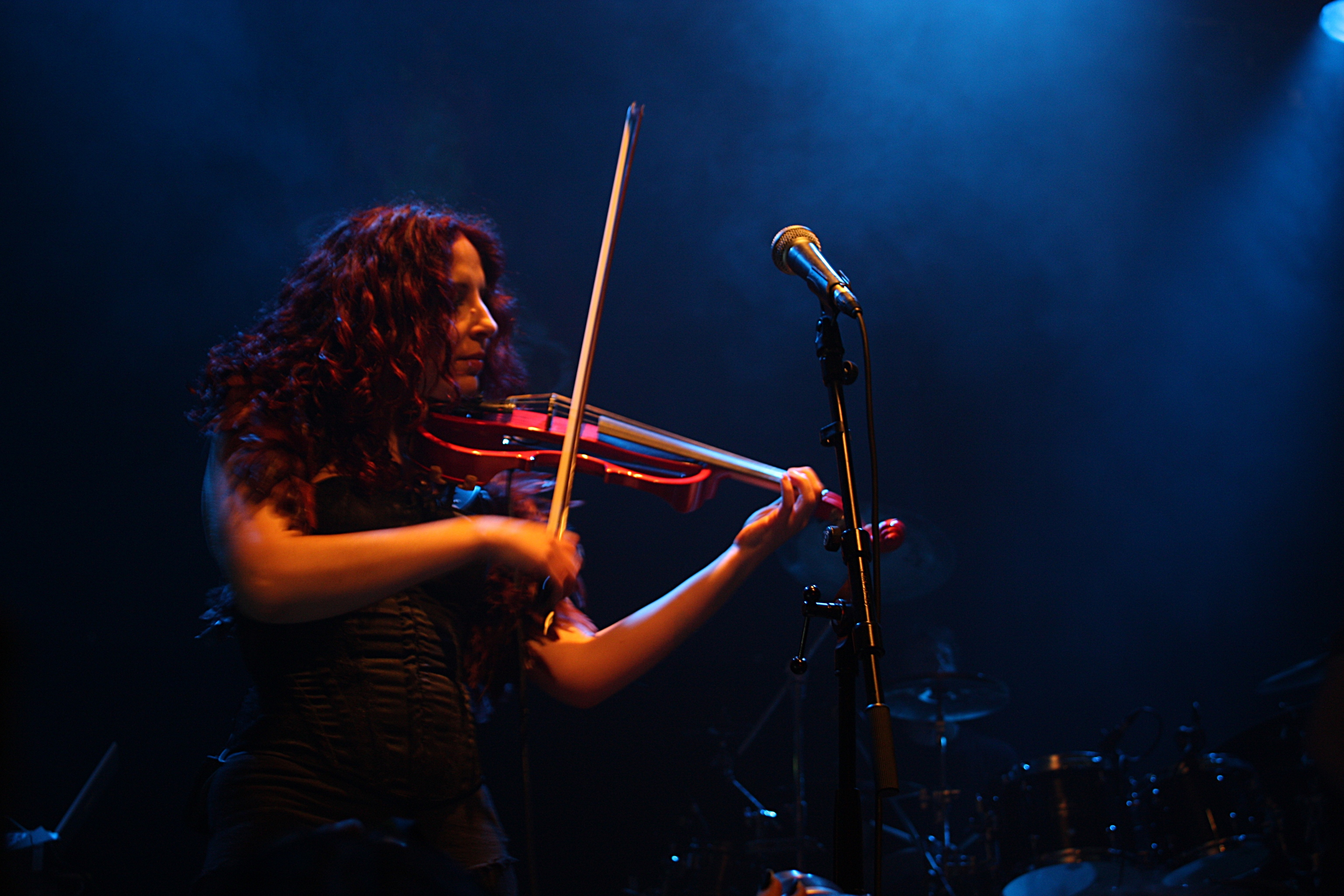
Marcela Bovio

- Tairrie B (My Ruin, Tura Satana, Manhole)
- Laura Binder (Dalriada)
- Betsy Bitch (Bitch)
- Jackie Bodimead (Strategy, Canis Major, She, Girlschool, If Only)
- Nicole Bogner (Visions of Atlantis)
- Ann Boleyn (Hellion)
- Federica "Sister" De Boni (White Skull)
- Henriette Bordvik (Sirenia)
- Steffanie Borges (Steffanie, Show-Ya)
- Francine Boucher (Echoes of Eternity)
- Marcela Bovio (Stream of Passion, Ayreon)
- Laura Bravo (Nuclear Death)
- Maria Breon (HolyHell)
- Maria Brink (In This Moment)
- Alexis Brown (Straight Line Stitch)

## C

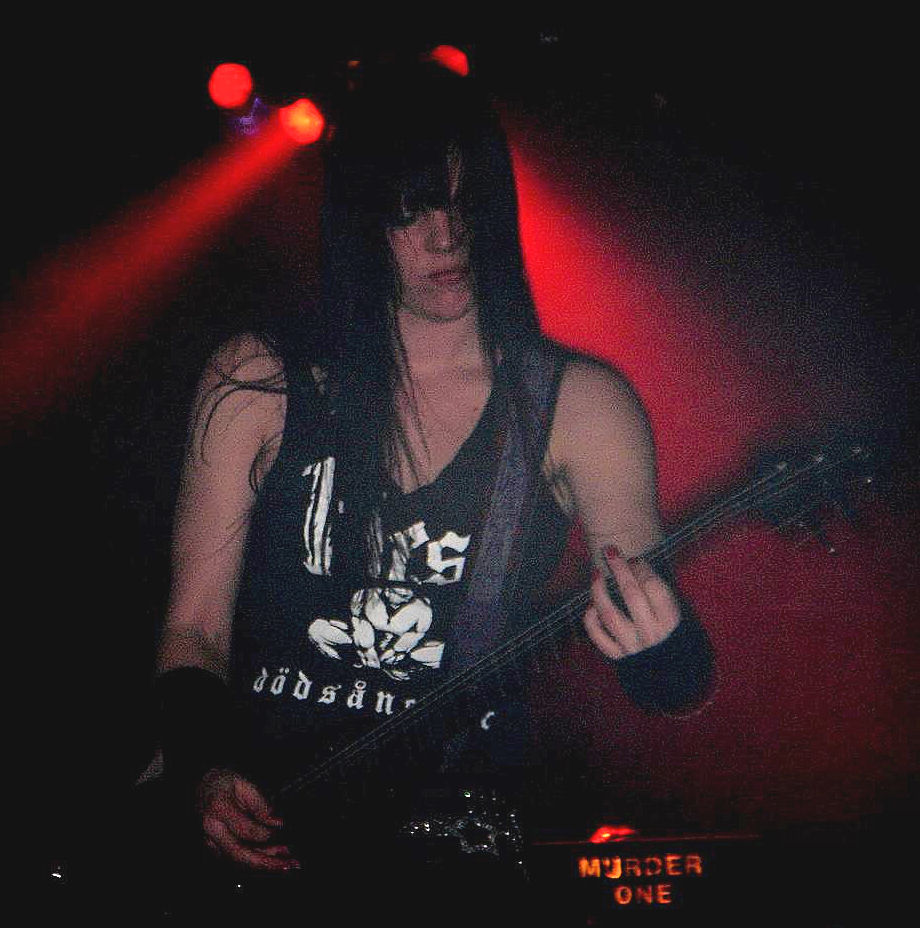
Mia Coldheart

- Krysta Cameron (Iwrestledabearonce)
- Cat (Mortal Love)
- Cassiopée (Anemonia)
- Jennifer Cella (Trans-Siberian Orchestra)
- Francesca Chiara (The LoveCrave)
- Ji-In Cho (Krypteria)
- Simone Christinat (Elis, Legenda Aurea)
- Lucia Cifarelli (KMFDM, Drill)
- Becki Clark (Season's End)
- Sabina Classen (Holy Moses)
- Candice Clot (Eths)
- Mia Coldheart (Crucified Barbara)
- Dawn Crosby (Detente, Fear of God)
- Cadaveria (Cadaveria)

## D
- Andrea Dätwyler (Lunatica)

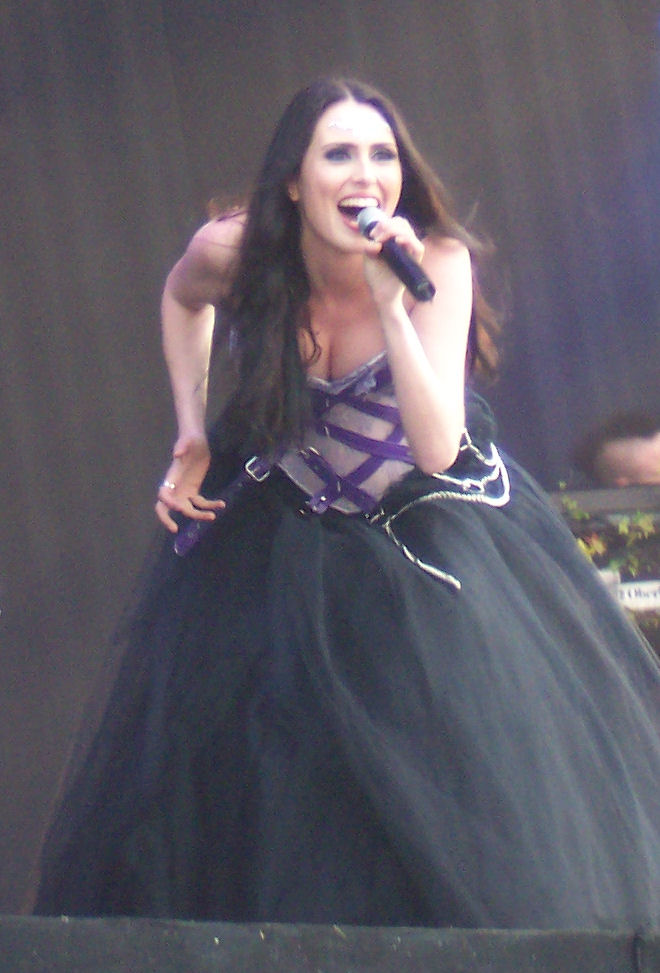
Sharon den Adel

- Clémentine Delauney (Visions of Atlantis, Serenity)
- Mariangela Demurtas (Tristania)
- Sharon den Adel (Within Temptation, Ayreon)
- Johanna DePierre (Amaran)
- Sarah Jezebel Deva (Angtoria, Cradle of Filth, Therion, The Kovenant)
- Michela D'Orlando (Power Symphony)
- Stefanie Duchêne (Flowing Tears)
- Ivett Dudás (Tales of Evening)
- Amy Dumas (The Luchagors)

## E
- Aimee Echo
- Sabine Edelsbacher (Edenbridge)

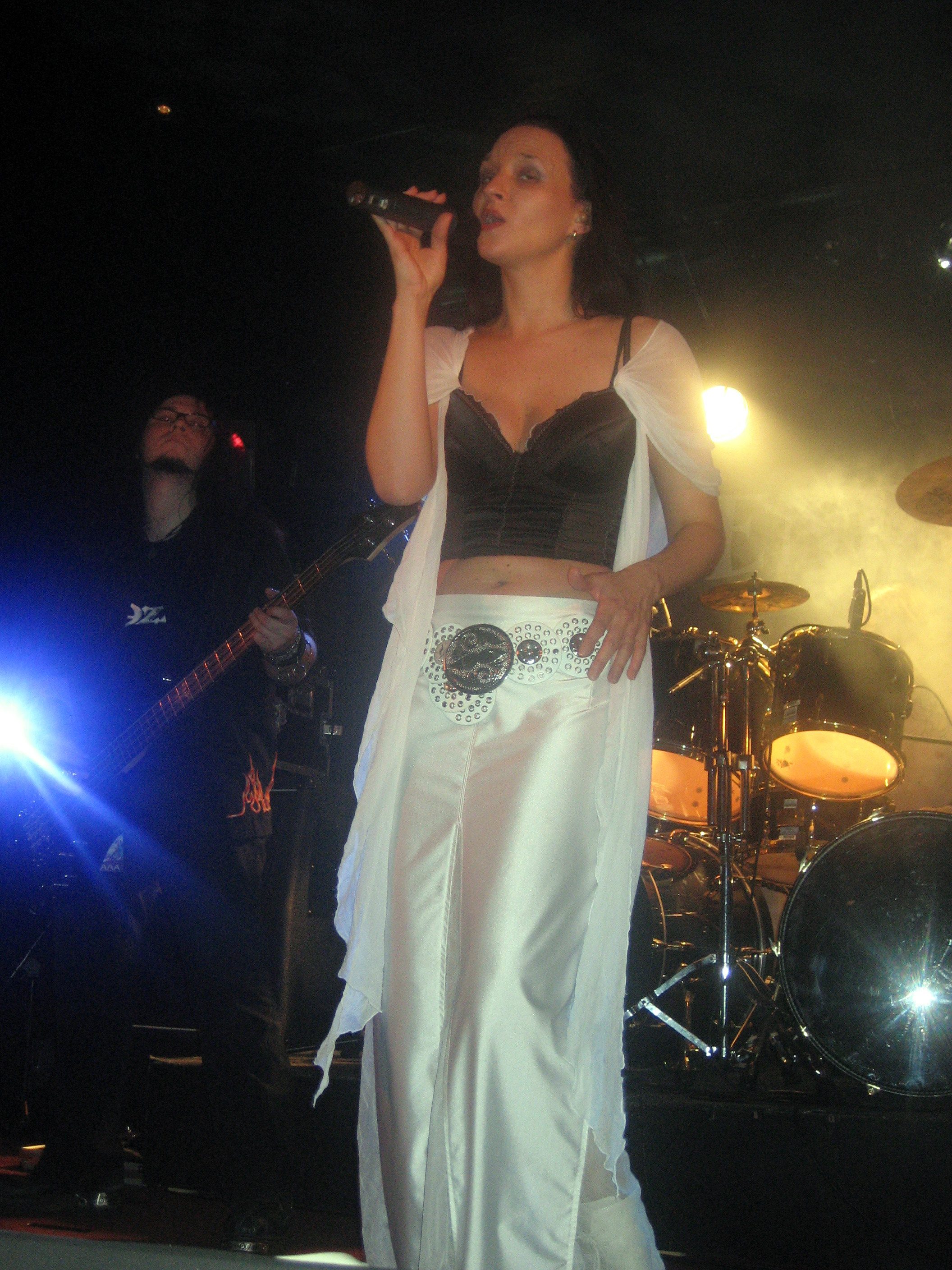
Sabine Edelsbacher

- Ann-Mari Edvardsen (The 3rd and the Mortal, Tactile Gemma)
- Eilera
- Carmen Elise Espenæs (Midnattsol)

## F
- Melissa Ferlaak (Aesma Daeva, Visions of Atlantis)
- Jennifer Finch (L7)
- Stevie Floyd (Dark Castle)
- Lita Ford (The Runaways)
- Veronica Freeman (Benedictum)
- Kate French (Chastain)

## G
- Marta Gabriel (Crystal Viper)

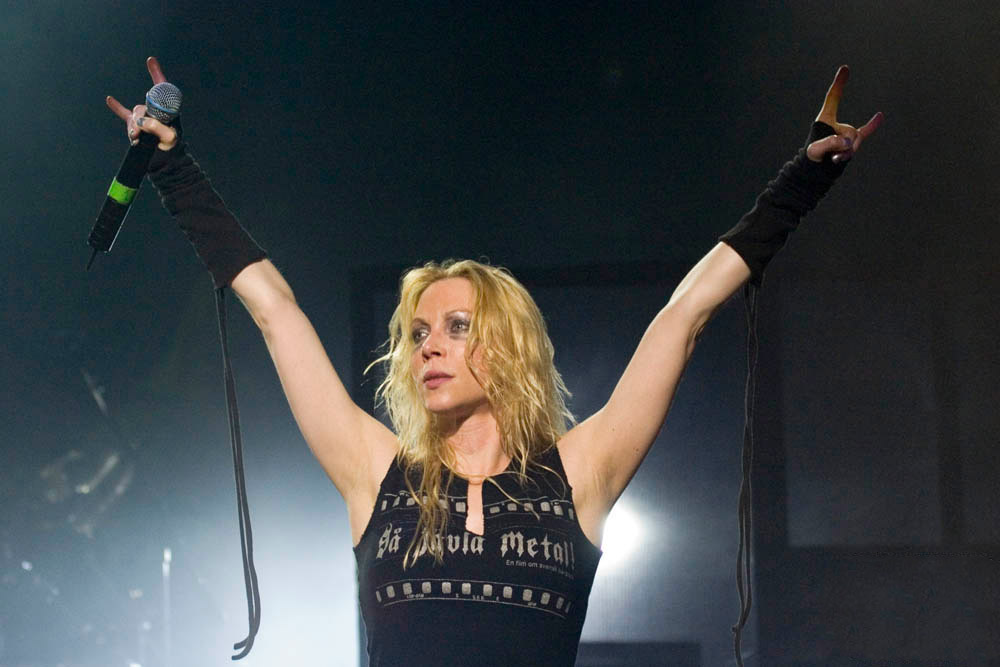
Angela Gossow

- Runhild Gammelsæter (Thorr's Hammer, Khlyst)
- Janet Gardner (Vixen)
- Suzi Gardner (L7)
- Emma Gelotte (All Ends)
- Ailyn Giménez (Sirenia)
- Fabienne Gondamin (Sirenia)
- Kimberly Goss (Sinergy, Ancient)
- Angela Gossow (Arch Enemy)
- The Great Kat
- Marike Groot (The Gathering)
- Giorgia Gueglio (Mastercastle)

## H
- Sharon den Adel
- Lzzy Hale (Halestorm)
- Gigi Hangach (Phantom Blue)
- Lauren Harris
- Ida Haukland (Triosphere)
- Laurie Ann Haus (Rain Fell Within, Autumn Tears)
- Hecate
- Roxanne 'Leilindel' Hegyesy (UneXpect)
- Lotta Höglin (Beseech, The Mary Major)
- Hannah Holgersson (Therion)
- Moa Holmsten (Meldrum)
- Franziska Huth (Eyes of Eden)
- Slymenstra Hymen (Gwar)

## I
- Ihriel (Peccatum)

## J

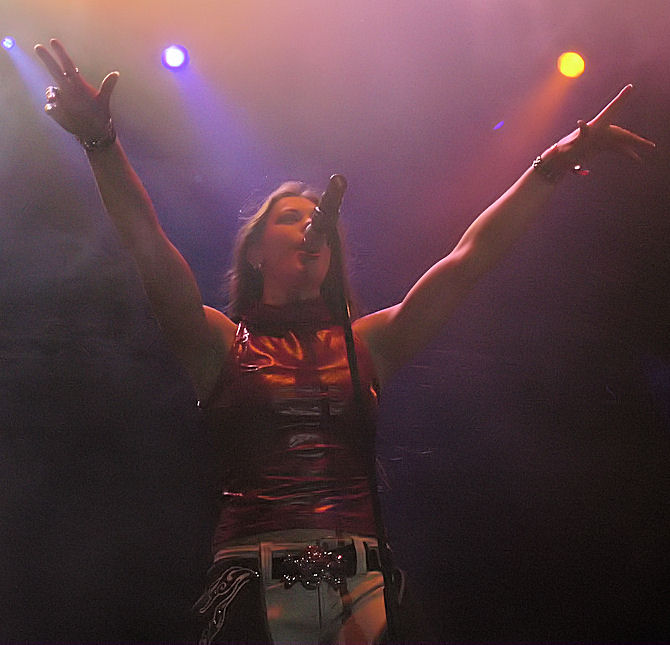
Floor Jansen

- Liv Jagrell (Sister Sin, Hysterica)
- Marta Jandová (Die Happy)
- Floor Jansen (ReVamp, After Forever, Ayreon, Nightwish)
- Jill Janus (Huntress)
- Barbara Jedovnicky (Naio Ssaion)
- Jessicka (Jack Off Jill, Scarling.)
- Lisa Johansson (Draconian)
- Kelly Johnson (Girlschool)
- Kaisa Jouhki (Battlelore)

## K
- Vas Kallas (Hanzel und Gretyl)
- Tinna Karlsdotter (All Ends)
- Vena Kava (WhipKraft)

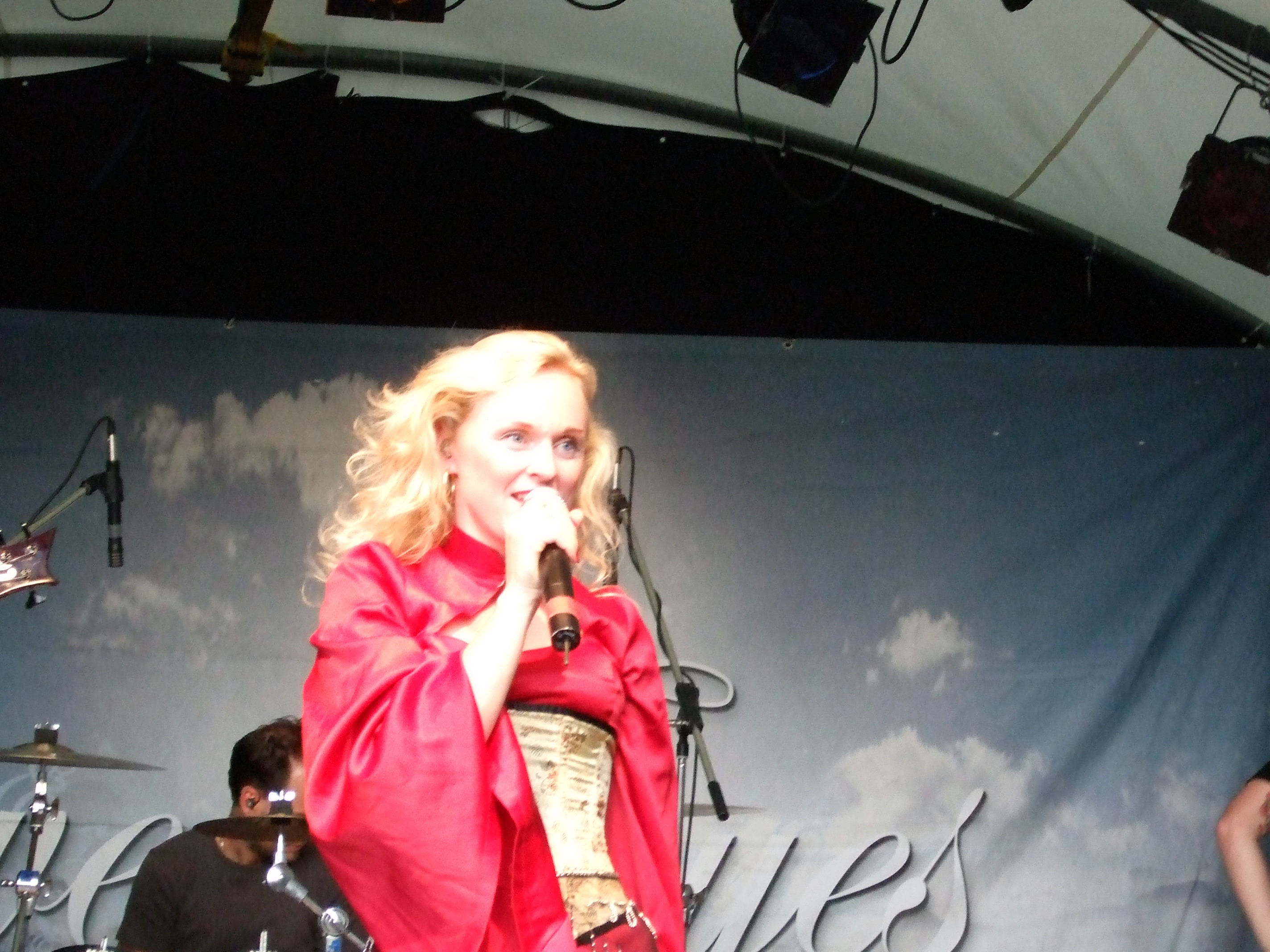
Liv Kristine

- Natalia Kempin (Arcane Grail, Coronatus)
- Tanya Kemppainen (Soulgrind, Lullacry, Gloomy Grim)
- Tarin Kerrey  (Sanguine)
- Aja Kim (The Iron Maidens)
- Agnete M. Kirkevaag (Madder Mortem)
- Julie Kiss (To-Mera)
- Agnete Kjølsrud (Djerv, Animal Alpha)
- Maria Kolokouri (Astarte)
- Maja Konarska (Moonlight)
- Manuela Kraller (Ainring, Haggard, Xandria)
- Liv Kristine (Theatre of Tragedy, Leaves' Eyes)
- Candace Kucsulain (Walls of Jericho)
- Eileen Küpper (Therion, The Kovenant)
- Kuroneko (Onmyo-Za)

## L
- Morgan Lacroix (Mandragora Scream)
- Kiara Laetitia (Skylark)
- Tanja Lainio (Lullacry)
- Morgan Lander (Kittie)
- Stine Mari Langstrand (Lumsk)

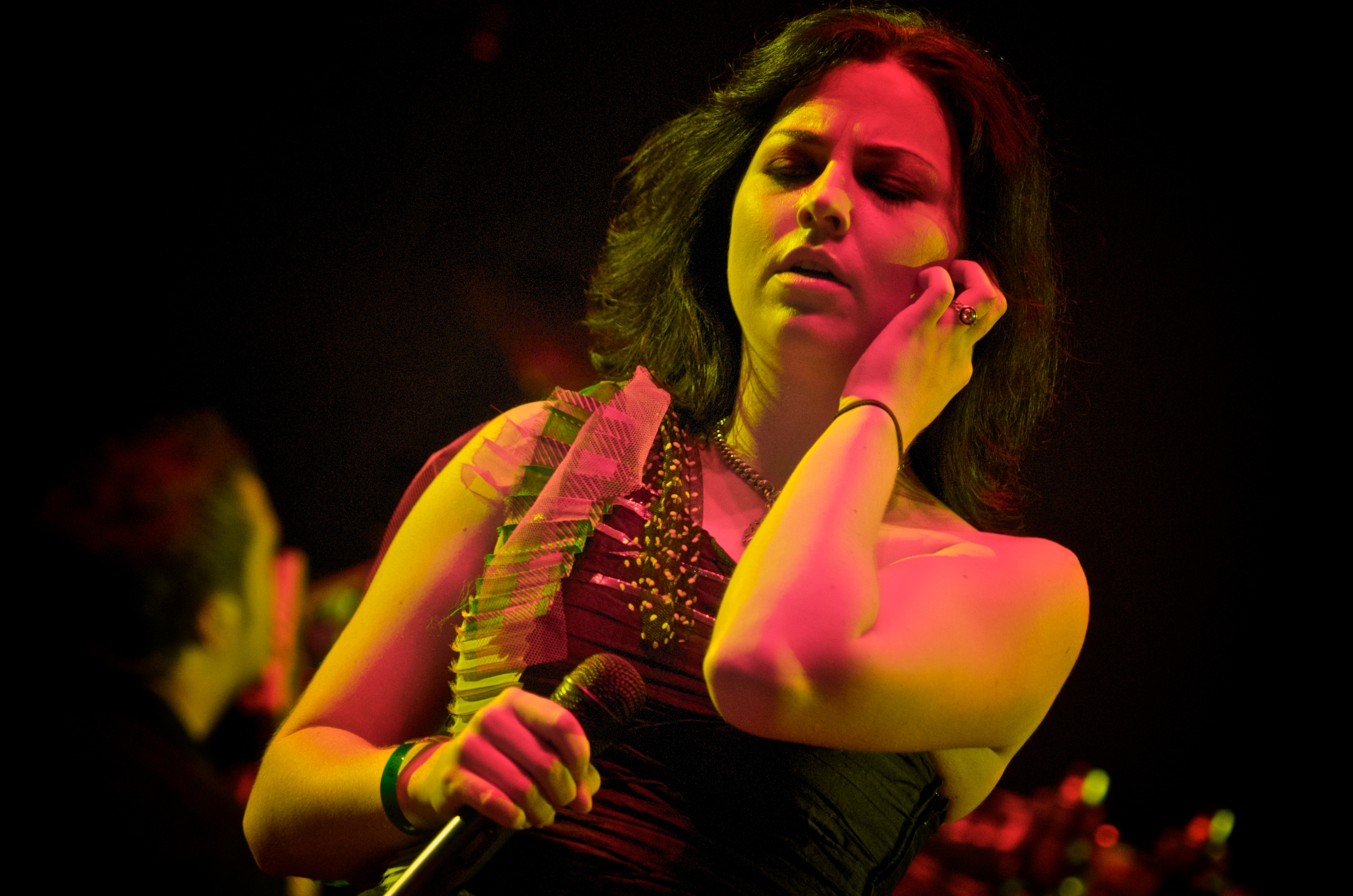
Amy Lee

- Courtney LaPlante (Iwrestledabearonce, Unicron)
- Lisa Lasch (Coronatus)
- Amy Lee (Evanescence)
- Nicole Lee (Znowhite)
- Leather Leone (Chastain)
- Lori Lewis (Aesma Daeva, Therion)
- Lorraine Lewis (Femme Fatale)
- Katarina Lilja (Therion)
- Sara Löfgren (TWDSO)
- Martine van Loon (The Gathering)
- Carmen R. Lorch (Coronatus)
- Kristell Lowagie (Valkyre)
- Magali Luyten (Virus IV, Beautiful Sin, Ayreon)
- Stephanie Luzie (Darkwell, Atargatis)

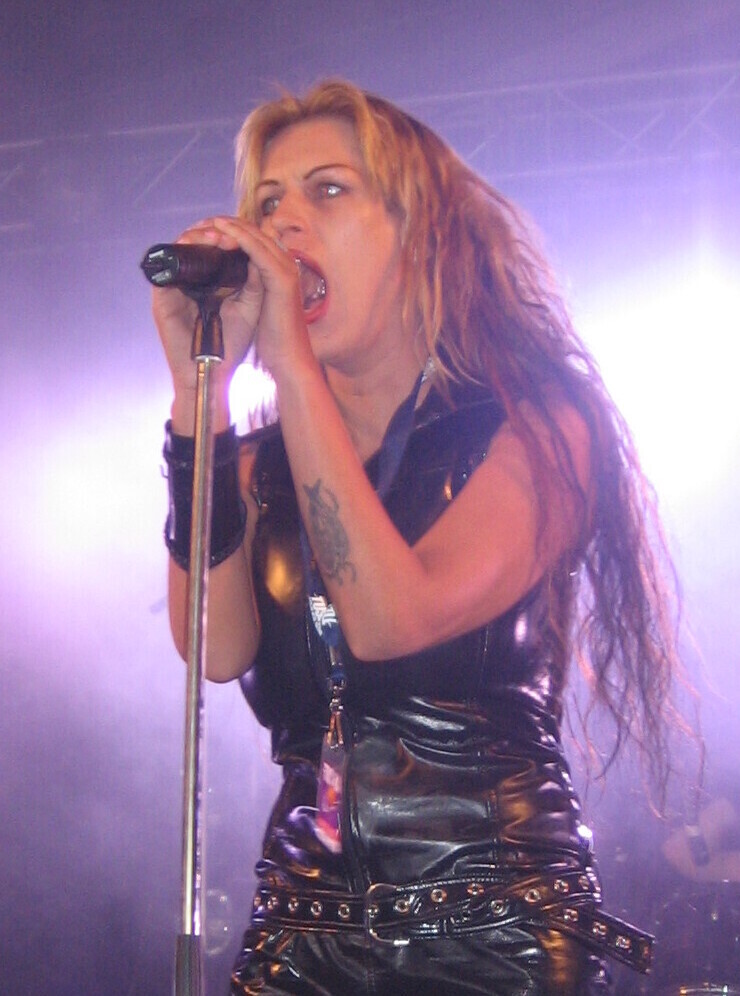
Helena Iren Michaelsen

## M
- Mareike Makosch (Coronatus)
- Elisa Martin (Dark Moor, Fairyland, Dreamaker)
- Masha (Exilia)
- Kim McAuliffe (Girlschool)
- Helena Iren Michaelsen (Trail of Tears, Imperia)
- Dawn Michele (Fireflight)
- Lisa Middelhauve (Xandria)
- Miri Milman (Distorted, System Divide)
- Ana Mladinovici (Magica)
- Mel Mongeon (Fuck the Facts)

## N
- Sandra Nasić (Guano Apes)
- Mitsuyo Nemoto (Animetal)
- Laura Nichol (Light This City, Heartsounds)
- Hanka Nogolová (Silent Stream of Godless Elegy, Forgotten Silence)

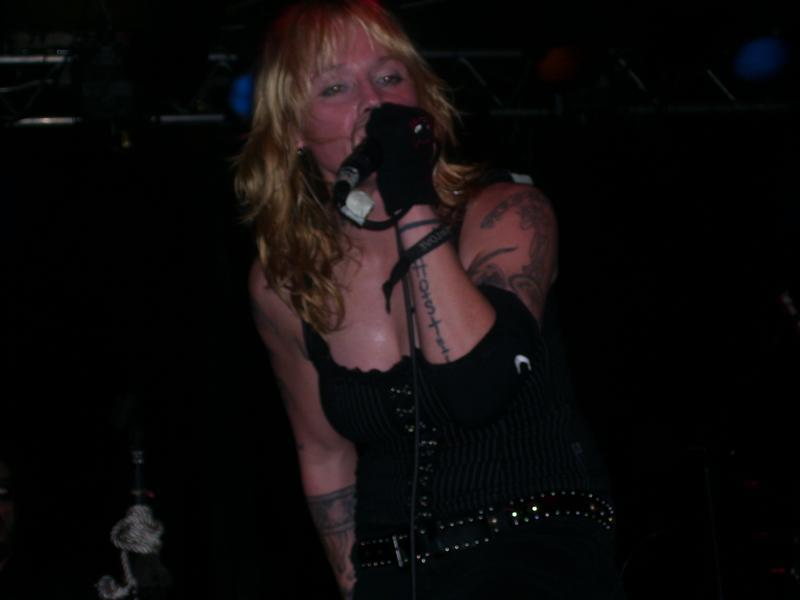
Otep Shamaya

- Dani Nolden (Shadowside)
- Anne Nurmi (Lacrimosa)

## O
- Deb Obarski (The Iron Maidens)
- Anette Olzon (Nightwish)
- Manda Ophuis (Nemesea)
- Nina Osegueda (A Sound of Thunder)
- Onielar (Darkened Nocturn Slaughtercult)
- Otep Shamaya (Otep)

## P
- Kobra Paige (Kobra and the Lotus)
- Heidi Parviainen (Amberian Dawn)

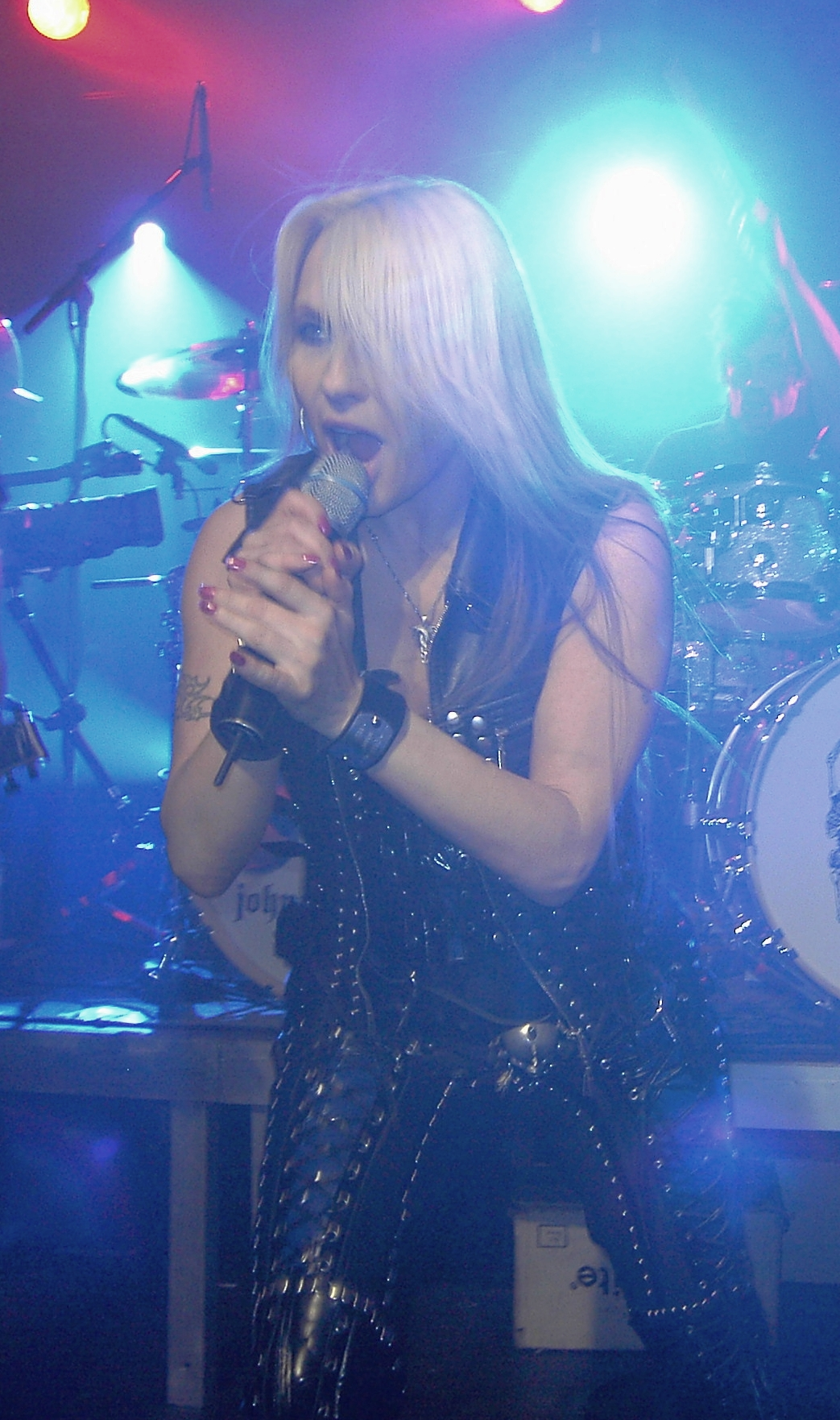
Doro Pesch

- Monika Pedersen (Sirenia, Sinphonia)
- Grace Perry (Landmine Marathon)
- Dominique Lenore Persi (Stolen Babies)
- Doro Pesch (Warlock, Doro)
- Jada Pinkett Smith (Wicked Wisdom)
- Sonia Pineault (Forgotten Tales)
- Laura Pleasants (Kylesa)
- Anda Pomponiu (Tiarra)

## R
- Judith Rijnveld (Kingfisher Sky)
- Alexia Rodriguez (Eyes Set to Kill)
- Kirsten Rosenberg (The Iron Maidens)
- Kari Rueslåtten (The 3rd and the Mortal, Storm)
- Patti Russo (Trans-Siberian Orchestra)
- Elise Ryd (Amaranthe)
- Miriam Elisabeth Renvåg (Ram-zet)

## S
- Lori S. (Acid King)
- Sabrina Sabrok
- Jonna Sailon (All Ends)
- Jenna Sanz-Agero (Vixen)
- Sandy Saraya (Saraya)
- Kitty Saric (Decadence)
- Cristina Scabbia (Lacuna Coil)

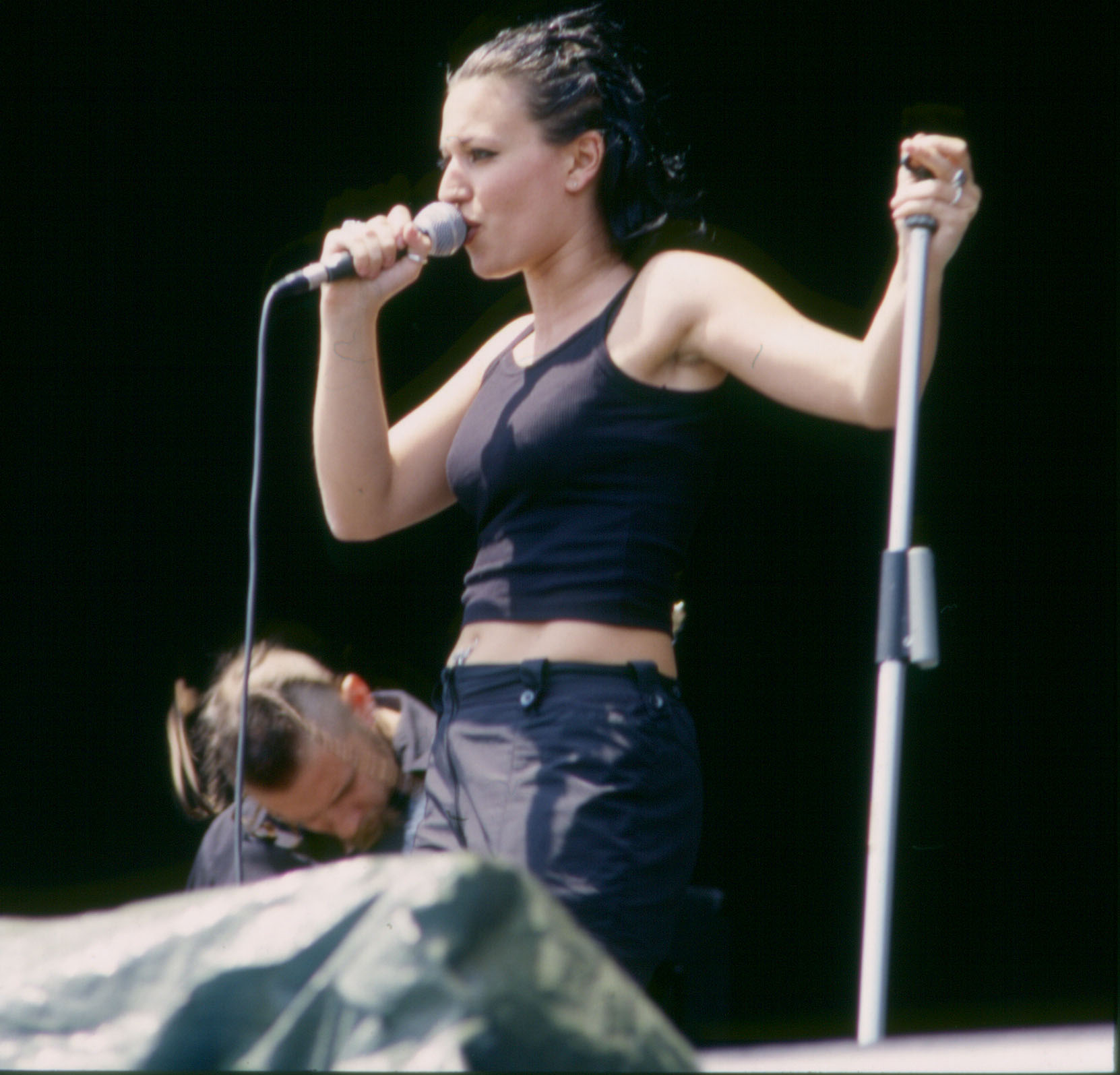
Cristina Scabbia

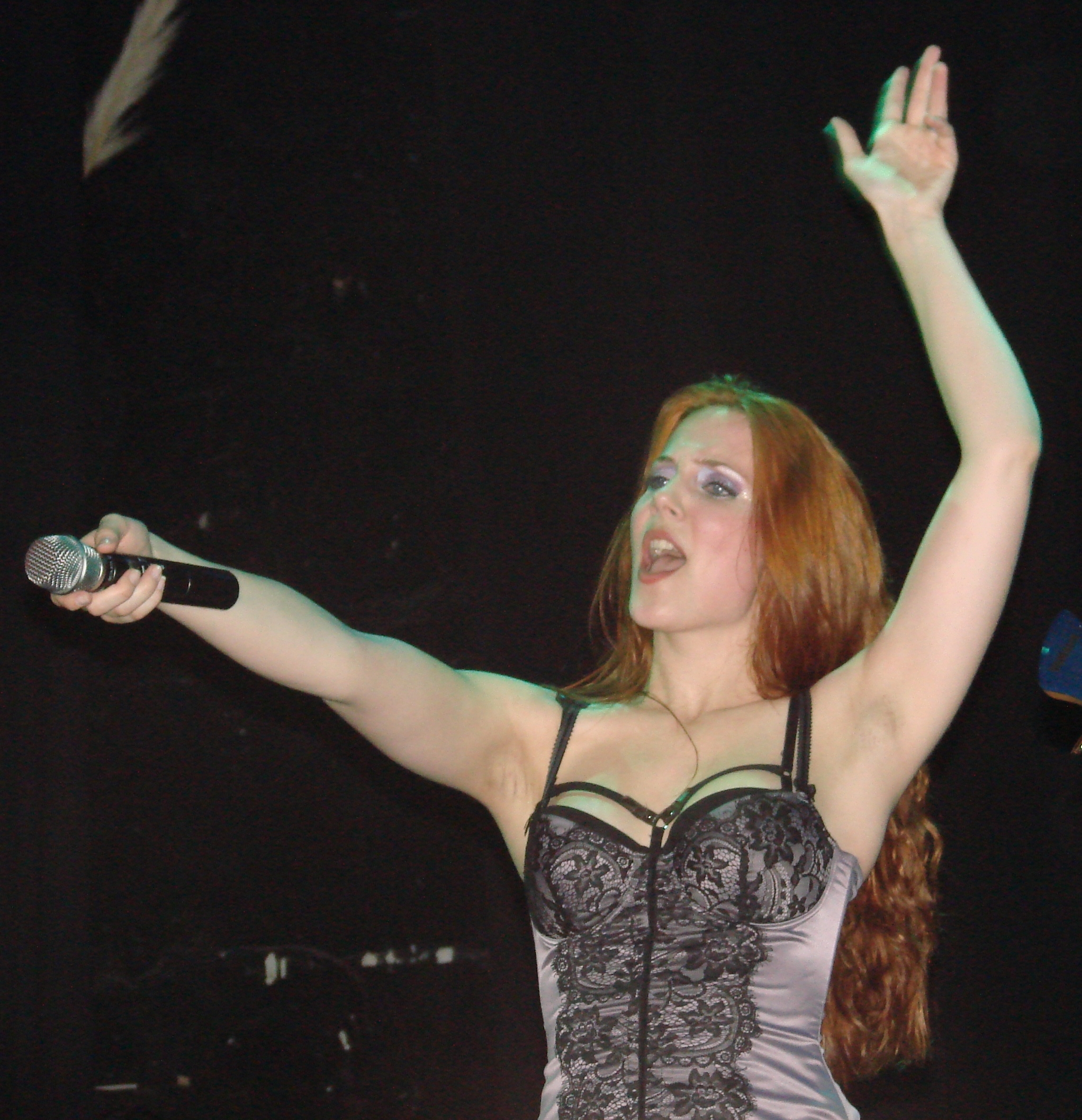
Simone Simons

- Sonya Scarlet (Theatres des Vampires)
- Elizabeth Schall (Dreaming Dead)
- Inga Scharf (Van Canto)
- Sabine Scherer (Deadlock)
- Sandra Schleret (Dreams of Sanity, Eyes of Eden, Elis, Sigfried)
- Sever (Sumo Cyco)
- Otep Shamaya (Otep)
- Heather Shockley (Rock Ignition)
- Elena Siegman (Treyarch)
- Nell Sigland (The Crest, Theatre of Tragedy)
- Simone Simons (Epica, Aina, Kamelot, Ayreon)
- Maria Sjöholm (Drain STH)
- Vivian Slaughter (Gallhammer, Sehnsucht)
- Jada Pinkett Smith (Wicked Wisdom)
- Carly Smithson (We Are the Fallen)
- Amanda Somerville (Aina, HDK, Trillium, Kiske/Somerville)
- Donita Sparks (L7, Donita Sparks and the Stellar Moments)
- Eva Spence (Rolo Tomassi)
- Aleah Stanbridge (Trees of Eternity)
- Vibeke Stene (Tristania)
- Magdalena "Medeah" Stupkiewicz-Dobosz (Artrosis)
- Lacey Sturm (Flyleaf)

## T
- Erika Tandy (Ignitor, Bracaglia, Morgengrau)
- Keiko Terada (Show-Ya)
- Jessica Thierjung (Lyriel)
- Linda "Tam" Thompson (Sacrilege, Linda)
- Jody Turner (Rock Goddess, The Jody Turner Band)
- Tarja Turunen (Nightwish, Tarja)

## V
- Sabrina Valentine (Seven Kingdoms)
- Astrid van der Veen (Ambeon)
- Anneke van Giersbergen (The Gathering, Agua De Annique, Ayreon, The Gentle Storm)
- Dianne van Giersbergen (Stream of Passion, Xandria)
- Elizabeth Vásquez (Six Magics)
- Gen Vincent (Genitorturers)
- Helen Vogt (Flowing Tears)
- Marloes Voskuil (Izegrim)

## W
- Raquel Walker (Liquid Graveyard)
- Quinn Weng (Seraphim)

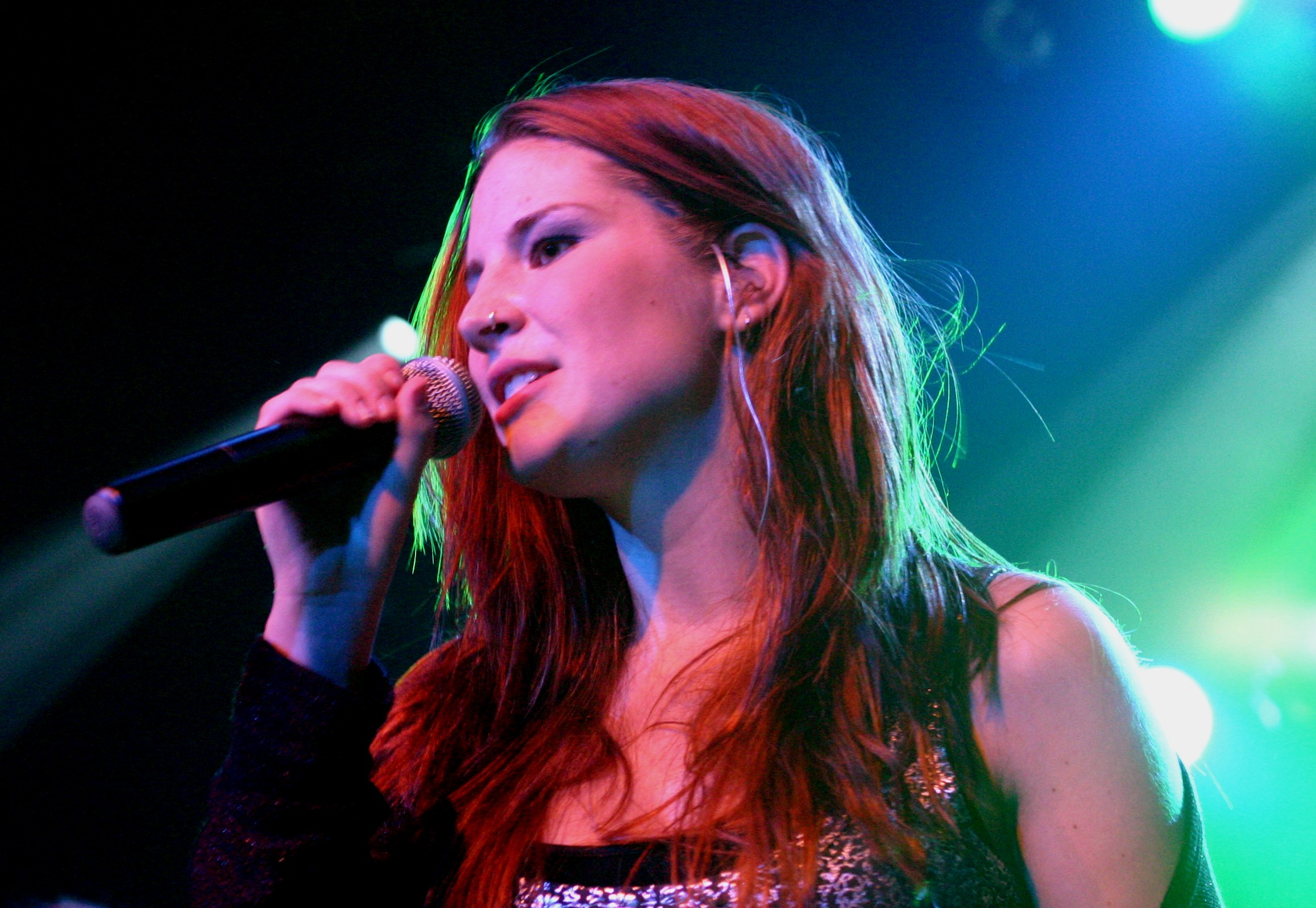
Charlotte Wessels

- Silje Wergeland (Octavia Sperati, The Gathering)
- Caroline Westendorp (The Charm The Fury)
- Charlotte Wessels (Delain)
- Alissa White-Gluz (The Agonist)
- Enid Williams (Girlschool)
- Wendy O. Williams (The Plasmatics)
- Julie Worland (Rockbitch)

## X
- Betty X